# Natalia Lafourcade
Natalia Lafourcade (ur. 26 lutego 1984 w Meksyku) – meksykańska piosenkarka i autorka tekstów, której prace otrzymały trzy statuetki Grammy i czternaście Latin Grammy. Jej muzyka zawiera elementy rocka, jazzu, popu, bossa nova i folku.

## Dzieciństwo
María Natalia Lafourcade Silva urodziła się w Meksyku. Dorastała w miejscowości Coatepec, w stanie Veracruz. Oboje jej rodzice byli muzykami. Jej ojcem jest chilijski muzyk Gastón Lafourcade Valdenegro, który miał francuskich rodziców, a jej matką jest pianistka María del Carmen Silva Contreras. Jej wujem jest chilijski pisarz Enrique Lafourcade, przedstawiciel tzw. „Pokolenia lat 50.”. Uczęszczała do katolickiego gimnazjum Instituto Anglo Español, studiowała malarstwo, flet, teatr, muzykę, aktorstwo, fortepian, gitarę, saksofon i śpiew. W wieku 10 lat śpiewała w grupie Mariachi. W Coatepec, Veracruz studiowała muzykę u matki, naśladując artystów takich jak Gloria Trevi i Garibaldi. Jej matka uczyła się gry na fortepianie ze specjalnością w pedagogice muzycznej i jest twórczynią metody szkolenia muzycznego i rozwoju osobistego dla dzieci i pedagogów. Zaadaptowała i ćwiczyła swoją metodę u córki, aby pomóc jej w rehabilitacji poprzez muzykę po urazie głowy po kopnięciu przez konia.
Talent Natalii Lafourcade ujawnił się wcześnie, nie tylko w śpiewie, ale również w grze na gitarze i fortepianie. W wieku 14 lat dołączyła do grupy pop Twist, a wkrótce potem postanowiła formalnie studiować muzykę. Zaczęła pisać piosenki, a w wieku 17 lat podpisała pierwszą umowę z wytwórnią Sony Music. Głos Lafourcade został sklasyfikowany jako sopran liryczny.

## Nagrania i uznanie
Jej debiutancki solowy album, Natalia Lafourcade (2002), znalazł się na szczycie list przebojów w Meksyku. W 2005 roku założyła zespół Natalia y La Forquetina, a wraz z nimi nagrała album Casa, wyprodukowany przez Emanuela del Real (z Café Tacvba) i Aureo Baqueiro, otrzymując Latin Grammy za najlepszy album rockowy. Po rozstaniu ze swoim zespołem w 2006 roku napisała kompozycje instrumentalne do EPki, Las quatro estaciones del amor (Cztery sezony miłości) (2006), współpracując z National Youth Orchestra of Veracruz. W następnym materiale wróciła do pracy solo, pisząc oryginalne piosenki popowe na albumie, HU HU HU (2009).
Lafourcade pojawiła się na albumie Travieso Carmesí z 2011 roku, zawierającym klasyczne meksykańskie piosenki, które wykonała wspólnie z Philharmonic Orchestra of the Americas. Zainspirowana tym doświadczeniem stworzyła Mujer Divina, homenaje a Agustín Lara (Hołd dla Agustína Lary) (2013). Album zdobył dwie nagrody Latin Grammy: najlepszy album alternatywny i najlepszy teledysk do długiej wersji. Dwa lata później jej kolejny album z oryginalnym materiałem, Hasta la raíz (To the Root), wyprodukowany przez Lafourcade, Cachorro López i Leonela Garcíę, odniósł sukces popularny i krytyczny, zdobywając Grammy w 2016 roku za najlepszy latynoski rock, urban lub alternatywny Album i 5 Latin Grammy Award w 2015: Song of the Year, Record of the Year, Best Alternative Album, Best Alternative Song i Best Engineered Album.
W maju 2017 r. Lafourcade wydała Musas Vol. 1, un homenaje al folclore latinoamericano en manos de Los Macorinos (Muses Vol. 1, hołd dla folkloru latynoamerykańskiego). Album zawiera muzykę niektórych idolów Lafourcade – kompozytorów latynoamerykańskich Agustína Lary, Marii Grever, Violety Parry, Margarity Lecuony i Atahualpy Yupanqui – a także oryginalne piosenki. Otrzymał dwa Latin Grammy, najlepszy album folkowy i najlepszy długi teledysk, a także był nominowany do najlepszego albumu roku i najlepszej piosenki roku Latin Grammy, oprócz nominacji do nagrody Grammy za najlepszy album Latin. Na początku 2018 r. Wydano drugi tom Musas, z nowymi utworami i naciskiem na oryginalne treści audiowizualne, będący kontynuacją pierwszego tomu.
Oprócz nagród Grammy, Lafourcade otrzymała liczne wyróżnienia, w tym MTV Latin Awards, nagrodę Indie-O za produkcję muzyczną, nagrody od Sindicato Mexicano de Autores, Compositores y Editores de Música (SMACEM), a także nagrodę od American Society of Composers, Authors and Publishers w 2016 roku, która ma na celu uhonorowanie artystów z niezwykłą karierą muzyczną.
Jej projekt płytowy Un Canto por México będący hołdem dla tradycyjnej muzyki meksykańskiej zdobył szereg nagród: Un Canto por México, Vol. 1 w 2021 r. zdobyło Grammy w kategorii najlepszy album regionalnej muzyki meksykańskiej, a w 2020 r. Latin Grammy za najlepszy album roku. Pochodzący z tej płyty utwór Mi Religión w tym samym roku dostał Latin Grammy za najlepszą piosenkę regionalną. W 2022 r. Latin Grammy został wyróżniony teledysk do piosenki Hasta la Raíz: El Documental. W 2023 r. Un Canto por México - El Musical otrzymał kolejne Grammy najlepszy album regionalnej muzyki meksykańskiej.

## Występy

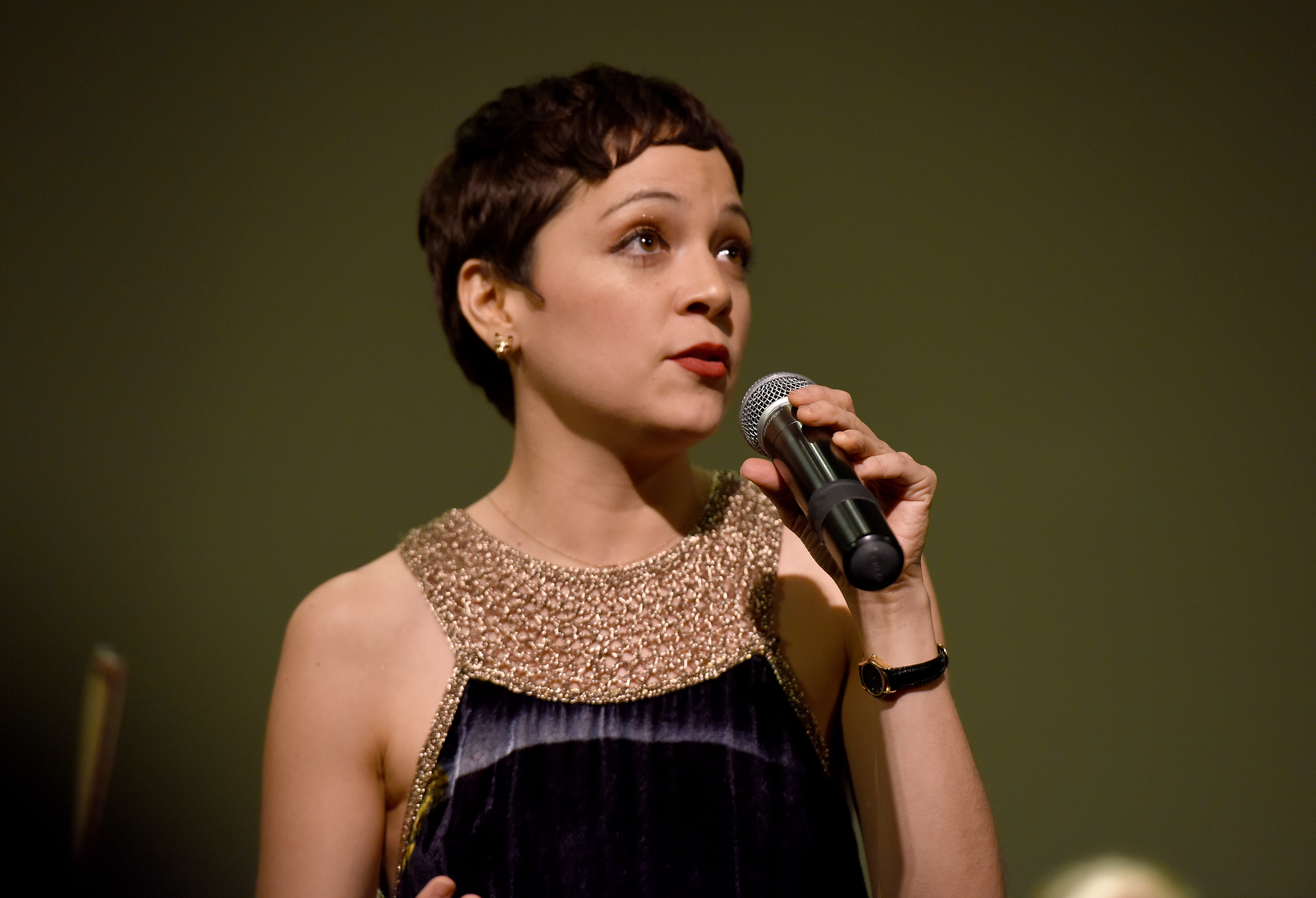
Natalia Lafourcade (2014)

W trakcie swojej kariery Natalia Lafourcade koncertowała w Meksyku, Stanach Zjednoczonych, Ameryce Środkowej i Południowej, Europie oraz Japonii. W lutym 2018 roku wyruszyła w tracę koncertową grając między innymi w Londynie, Paryżu, Barcelonie i Madrycie. Wszystkie bilety na tę trasę zostały wyprzedane. Jej tournee promujące płytę Musas, które odbyło się w 2017 roku obejmowało wyprzedane koncerty w różnych miastach Meksyku, a także w Miami, Chicago, Waszyngtonie, Nowym Jorku i Buenos Aires. W 2015 roku wyruszyła w trasę zatytułowaną Szukając korzeni, prezentując materiał Hasta La Raíz w historycznych teatrach w Meksyku i zakończyła ją wyprzedanym koncertem w legendarnym Auditorio Nacional mieszczącym 10 000 słuchaczy.
W październiku 2017 roku Lafourcade wystąpiła z Los Angeles Philharmonic w reżyserii Gustavo Dudamel w programie z jej muzyką. Z okazji obchodów 200-lecia Niepodległości Meksyku w 2010 roku Natalia wystąpiła z Philharmonic Orchestra of the Americas pod dyrekcją Alondry de la Parra.
W latach 2016–2017 wystąpiła w kultowym programie telewizyjnym PBS Austin City Limits w Teksasie oraz wzięła udział w specjalnych sesjach dla stacji radiowej KCRW w Los Angeles oraz w sesji Tiny Desk National Public Radio w Waszyngtonie, D.C.
Wykonała temat filmu Disney Pixar Coco podczas 90. ceremonii wręczenia Oscarów w marcu 2018 r. wraz z Gaelem Garcíą i raperem Miguelem. Lafourcade brał udział w hołdach dla wielkich muzyków, takich jak m.in. Juan Gabriel, Caetano Veloso, Simón Díaz, José Alfredo Jiménez, Mecano, José José, Intocable, Luis Eduardo Aute i Chavela Vargas. Śpiewała duety z Pepe Aguilar, Juanem Gabrielem, José José y Gilberto Santa Rosa.

## Produkcja filmowa, telewizyjna i muzyczna
Wystąpiła jako artystka z piosenkarzem Miguelem w piosence Remember Me w filmie Coco, który zdobył dwa Oscary, za najlepszy film animowany i za najlepszą oryginalną piosenkę. Wcześniej śpiewała w ścieżkach dźwiękowych filmu El Gato con Botas (2009) i serialu Locas de Amor, a także współpracowała przy innych ścieżkach dźwiękowych do filmów. Wystąpiła w filmie z 2012 roku El cielo en tu mirada (Niebo w twoich oczach) w reżyserii Pedro Pablo Ybarry oraz w dokumencie Hecho en México, wyprodukowanym przez Duncana Bridgemana. Cosmo TV wyprodukowało reality show Mi Mundo Privado o życiu Lafourcade.
Jako producent muzyczny współpracowała z piosenkarkami i autorkami tekstów Carlą Morrison i Ximeną Sariñana.

## Zaangażowanie humanitarne
Natalia Lafourcade jest ambasadorką kultury swojego kraju i obrończynią spraw humanitarnych. Występowała na wielu koncertach w Meksyku, Gwatemali, Stanach Zjednoczonych i innych częściach świata. Napisała piosenkę przewodnią Un derecho de nacimiento, aby pomóc politycznemu ruchowi młodzieżowemu Yo Soy 132 oraz muzykę do projektu kulturalnego Yo descubrí Yucatán. Wspierała różne inicjatywy, takie jak Un techo para mi país, Fundacja El Caracol, Fundacja Camino Seguro i projekt Ponte Oreja Fundacji MVS. Wspiera Agencję ONZ ds. Uchodźców i jest rzecznikiem organizacji Save the Children. Zbiera fundusze na odbudowę Centrum Son Jarocho (tradycyjnej muzyki ludowej) w Jáltipan, Veracruz, które ucierpiało podczas trzęsienia ziemi z września 2017 roku.